# لورنت دی گویون سنت-سیر
لورنت دی گویون سنت-سیر (انگلیسی: Laurent de Gouvion Saint-Cyr; ۱۳ آوریل ۱۷۶۴ – ۱۷ مارس ۱۸۳۰)، فرمانده فرانسوی جنگ‌های انقلاب فرانسه و جنگ‌های ناپلئونی که به عنوان مارشال و مارکی فرانسه انتخاب شد.